# Campionati del mondo di ciclismo su pista 2020
I Campionati del mondo di ciclismo su pista 2020 (en.: 2020 UCI Track Cycling World Championships)  si sono svolti a Berlino, in Germania, dal 26 febbraio al 1º marzo all'interno del Velodrom.
Il programma prevedeva 20 gare, di cui 10 maschili e 10 femminili.

## Programma

### Legenda
|   | Competizioni |
| F | Finale       |
| M | Mattino      |
| P | Pomeriggio   |
| S | Sera         |

| Data →                   | 26 | 26       | 27    | 27    | 28 | 28 | 29           | 29     | 1  | 1 |
| Evento ↓                 | P  | S        | P     | S     | P  | S  | M            | P      | M  | P |
| ------------------------ | -- | -------- | ----- | ----- | -- | -- | ------------ | ------ | -- | - |
| Chilometro a cronometro  |    |          |       |       | Q  | F  |              |        |    |   |
| Inseguimento individuale |    |          |       |       | Q  | F  |              |        |    |   |
| Keirin                   |    |          | R1, R | R2, F |    |    |              |        |    |   |
| Omnium                   |    |          |       |       |    |    | SR, TR       | ER, PR |    |   |
| Corsa a punti            |    |          |       |       |    | F  |              |        |    |   |
| Scratch                  |    |          |       | F     |    |    |              |        |    |   |
| Velocità                 |    |          |       |       |    |    | Q, 1/16, 1/8 | QF     | SF | F |
| Inseguimento a squadre   | Q  | R1       |       | F     |    |    |              |        |    |   |
| Velocità a squadre       |    | Q, R1, F |       |       |    |    |              |        |    |   |
| Americana                |    |          |       |       |    |    |              |        |    | F |

| Data →                   | 26 | 26       | 27           | 27    | 28     | 28     | 29 | 29 | 1     | 1     |  |
| Evento ↓                 | P  | S        | P            | S     | P      | S      | M  | P  | M     | P     |  |
| ------------------------ | -- | -------- | ------------ | ----- | ------ | ------ | -- | -- | ----- | ----- |  |
| 500m a cronometro        |    |          |              |       |        |        | Q  | F  |       |       |  |
| Inseguimento individuale |    |          |              |       |        |        | Q  | F  |       |       |  |
| Keirin                   |    |          |              |       |        |        |    |    | R1, R | R2, F |  |
| Omnium                   |    |          |              |       | SR, TR | ER, PR |    |    |       |       |  |
| Corsa a punti            |    |          |              |       |        |        |    |    |       | F     |  |
| Scratch                  |    | F        |              |       |        |        |    |    |       |       |  |
| Velocità                 |    |          | Q, 1/16, 1/8 | QF    |        | SF, F  |    |    |       |       |  |
| Inseguimento a squadre   | Q  |          |              | R1, F |        |        |    |    |       |       |  |
| Velocità a squadre       |    | Q, R1, F |              |       |        |        |    |    |       |       |  |
| Americana                |    |          |              |       |        |        |    | F  |       |       |  |

## Medagliere
| Pos.   | Nazione       | Oro | Argento | Bronzo | Totale |
| ------ | ------------- | --- | ------- | ------ | ------ |
| 1      | Paesi Bassi   | 6   | 2       | 1      | 9      |
| 2      | Germania      | 4   | 1       | 3      | 8      |
| 3      | Stati Uniti   | 2   | 3       | 0      | 5      |
| 4      | Danimarca     | 2   | 0       | 0      | 2      |
| 5      | Italia        | 1   | 2       | 3      | 6      |
| 6      | Francia       | 1   | 2       | 2      | 5      |
| 7      | Gran Bretagna | 1   | 3       | 1      | 5      |
| 8      | Giappone      | 1   | 1       | 0      | 2      |
| 8      | Nuova Zelanda | 1   | 1       | 0      | 2      |
| 10     | Bielorussia   | 1   | 0       | 0      | 1      |
| 11     | Australia     | 0   | 1       | 2      | 3      |
| 12     | Spagna        | 0   | 1       | 1      | 2      |
| 13     | Russia        | 0   | 1       | 0      | 1      |
| 13     | Messico       | 0   | 1       | 0      | 1      |
| 13     | Corea del Sud | 0   | 1       | 0      | 1      |
| 16     | Malaysia      | 0   | 0       | 2      | 2      |
| 17     | Polonia       | 0   | 0       | 1      | 1      |
| 17     | Cina          | 0   | 0       | 1      | 1      |
| 17     | Hong Kong     | 0   | 0       | 1      | 1      |
| 17     | Norvegia      | 0   | 0       | 1      | 1      |
| 17     | Portogallo    | 0   | 0       | 1      | 1      |
| Totale | Totale        | 20  | 20      | 20     | 60     |

## Podi
| Eventi                            | Oro                                                                              | Argento                                                                            | Bronzo                                                                                  |
| Gare maschili                     |                                                                                  |                                                                                    |                                                                                         |
| Velocità dettagli                 | Harrie Lavreysen Paesi Bassi                                                     | Jeffrey Hoogland Paesi Bassi                                                       | Azizulhasni Awang Malaysia                                                              |
| Chilometro a cronometro dettagli  | Sam Ligtlee Paesi Bassi                                                          | Quentin Lafargue Francia                                                           | Michaël D'Almeida Francia                                                               |
| Inseguimento individuale dettagli | Filippo Ganna Italia                                                             | Ashton Lambie Stati Uniti                                                          | Corentin Ermenault Francia                                                              |
| Inseguimento a squadre dettagli   | Danimarca Lasse Norman Hansen Julius Johansen Frederik Rodenberg Rasmus Pedersen | Nuova Zelanda Campbell Stewart Corbin Strong Aaron Gate Jordan Kerby Regan Gough   | Italia Simone Consonni Francesco Lamon Filippo Ganna Jonathan Milan Michele Scartezzini |
| Velocità a squadre dettagli       | Paesi Bassi Roy van den Berg Harrie Lavreysen Jeffrey Hoogland Matthijs Büchli   | Gran Bretagna Ryan Owens Jack Carlin Jason Kenny                                   | Australia Thomas Cornish Nathan Hart Matthew Richardson                                 |
| Keirin dettagli                   | Harrie Lavreysen Paesi Bassi                                                     | Yuta Wakimoto Giappone                                                             | Azizulhasni Awang Malaysia                                                              |
| Scratch dettagli                  | Jaŭheni Karalëk Bielorussia                                                      | Simone Consonni Italia                                                             | Sebastián Mora Spagna                                                                   |
| Corsa a punti dettagli            | Corbin Strong Nuova Zelanda                                                      | Sebastián Mora Spagna                                                              | Roy Eefting Paesi Bassi                                                                 |
| Americana dettagli                | Danimarca Lasse Norman Hansen Michael Mørkøv                                     | Nuova Zelanda Campbell Stewart Aaron Gate                                          | Germania Roger Kluge Theo Reinhardt                                                     |
| Omnium dettagli                   | Benjamin Thomas Francia                                                          | Jan-Willem van Schip Paesi Bassi                                                   | Matthew Walls Gran Bretagna                                                             |
| Gare femminili                    |                                                                                  |                                                                                    |                                                                                         |
| Velocità dettagli                 | Emma Hinze Germania                                                              | Anastasia Voynova Russia                                                           | Lee Wai Sze Hong Kong                                                                   |
| 500 metri a cronometro dettagli   | Lea Friedrich Germania                                                           | Jessica Salazar Messico                                                            | Miriam Vece Italia                                                                      |
| Inseguimento individuale dettagli | Chloé Dygert Stati Uniti                                                         | Lisa Brennauer Germania                                                            | Franziska Brauße Germania                                                               |
| Inseguimento a squadre dettagli   | Stati Uniti Jennifer Valente Chloé Dygert Emma White Lily Williams               | Gran Bretagna Elinor Barker Katie Archibald Ellie Dickinson Neah Evans Laura Kenny | Germania Franziska Brauße Lisa Brennauer Lisa Klein Gudrun Stock                        |
| Velocità a squadre dettagli       | Germania Pauline Grabosch Emma Hinze Lea Friedrich                               | Australia Kaarle McCulloch Stephanie Morton                                        | Cina Chen Feifei Zhong Tianshi                                                          |
| Keirin dettagli                   | Emma Hinze Germania                                                              | Lee Hye-jin Corea del Sud                                                          | Stephanie Morton Australia                                                              |
| Scratch dettagli                  | Kirsten Wild Paesi Bassi                                                         | Jennifer Valente Stati Uniti                                                       | Maria Martins Portogallo                                                                |
| Corsa a punti dettagli            | Elinor Barker Gran Bretagna                                                      | Jennifer Valente Stati Uniti                                                       | Anita Stenberg Norvegia                                                                 |
| Americana dettagli                | Paesi Bassi Kirsten Wild Amy Pieters                                             | Francia Clara Copponi Coralie Demay                                                | Italia Elisa Balsamo Letizia Paternoster                                                |
| Omnium dettagli                   | Yumi Kajihara Giappone                                                           | Letizia Paternoster Italia                                                         | Daria Pikulik Polonia                                                                   |